# La guerra de los pasteles (película de 1979)
La guerra de los pasteles es una película de comedia musical mexicana producida por Angélica Ortiz, dirigida por René Cardona y protagonizada por Pedro Armendariz y Angélica María. Fue estrenada en México el 27 de septiembre de 1979.

## Reparto
- Alejandro Cuahtemoc
- Arturo Cobo
- Roberto Gutiérrez
- Tito Junco
- Fernando Luján
- Jorge Ortiz de Pinedo
- Polo Ortín
- Thalía
- Angélica Vale
- Eugenia Avendaño
- Gloria Chávezvergs
- Ana Silvia Garza
- Angélica María
- Cristina Ortega
- Mónica Prado
- Manolita Saval
- Raúl Vale
- Laura Zapata